# Compsodrillia haliplexa
Compsodrillia haliplexa é uma espécie de gastrópode do gênero Compsodrillia, pertencente à família Pseudomelatomidae.